# Michiga
Michiga ist ein Verwaltungsbezirk (englisch Ward) des Distrikts Nanyumbu in der tansanischen Region Mtwara.

## Geografie
Michiga liegt im Südosten von Tansania etwa 30 Kilometer westlich der Distrikthauptstadt Mangaka. Der Bezirk grenzt im Norden an Matekwe, im Osten an Likokona, im Süden an Napacho und im Westen an Lumesule. Bei der Volkszählung 2022 lebten 13.665 Menschen in 4015 Haushalten auf einer Fläche von 230 Quadratkilometern.

## Gliederung
Der Bezirk besteht aus vier Gemeinden (Mtaa) mit 25 Orten (Kitongoji):
| Michiga - Chivevera - Kilimahewa - Mwenge - Mnarani | Mnazi Mmoja - Kaloleni - Mikele - Bombani - Nyasa - Pemba | Pachani - Mzalendo - Migombani - Naipingo - Mdibwa - Sekondari - Nahira - Kilwakivinje - Mapokezi - Matankini | Makong'ondera - Msikitini - Kanisani - Zahanati - Milangale - Kilwa Masoko - Lukugwe - Ghalani |

## Infrastruktur
- Bildung: Die Michiga Secondary School ist eine staatliche weiterführende Schule, die Tagesschüler bis zur 4. Stufe ausbildet.[8]
- Gesundheit: In der Gemeinde Michiga liegt ein staatliches Gesundheitszentrum,[9] in Makong'ondera eine öffentliche Apotheke.[10]
- Verkehr: Die asphaltierte Nationalstraße von Mtwara nach Ruvuma verläuft durch den Bezirk.[11]